# Magyar aranypengő
Az aranypengő egy számlapénz volt, amelyet 1931-ben vezettek be az 1929–33-as gazdasági világválság okozta bankroham, illetve inflációs hatások kivédésére.

## Arany pengőérmék
Az 1926-ban bevezetett pengő aranyalapú valuta volt, de az aranypénzeknek csak a próbaveretei készültek el, a nemesfémhiány miatt arany pénzérméket nem bocsátottak ki. Később, az 1930-as években is készültek emlékérme-tervezetek és -próbaveretek, majd ezek alapján arany utánveretek kis példányszámban az 1960-as években az Artex Külkereskedelmi Vállalat megrendelésére az eredeti verőtövek felhasználásával kifejezetten külföldi (elsősorban amerikai magyar) gyűjtői igények kielégítésére; 2011–12-ben újabb fantáziaveretek készültek a pénzverdében.

## Aranypengő mint számlapénz
Az 1929 őszén kitört gazdasági válság hatásai 1931-ben kezdték elérni Magyarországot. A bankrohamtól és a spekulációs nyomástól tartva 1931. július 14-én háromnapos bankzárlatot rendeltek el, majd ezzel kapcsolatban számos korlátozó rendelkezést vezettek be. A betétesek megnyugtatására vezették be az aranypengőt, mint számlapénzt vagy elszámolási egységet, melynek értékét kezdetben egy pengőben, illetve 0,26315789 gramm színaranyban rögzítették (ez utóbbi megegyezik a pengő bevezetésekor megállapított aranyértékkel). A pengő–aranypengő értékarány megállapítása a rendelet alapján a pénzügyminiszter feladata lett volna, de ez mindvégig megmaradt 1. A bankzárlatot részben augusztus 17-től, teljesen csak szeptember 30-án oldották fel. A betétkivétel ugyan növekedett, katasztrofális mértékű nem lett. Bár a bankzárlattal kapcsolatos rendelkezéseket fokozatosan feloldották, a transzferkorlátozás (vagyis a pengő, majd a forint más pénznemekre vagy nemesfémre történő átváltásának korlátozása) egészen 2001-ig megmaradt.